# Fulgerul

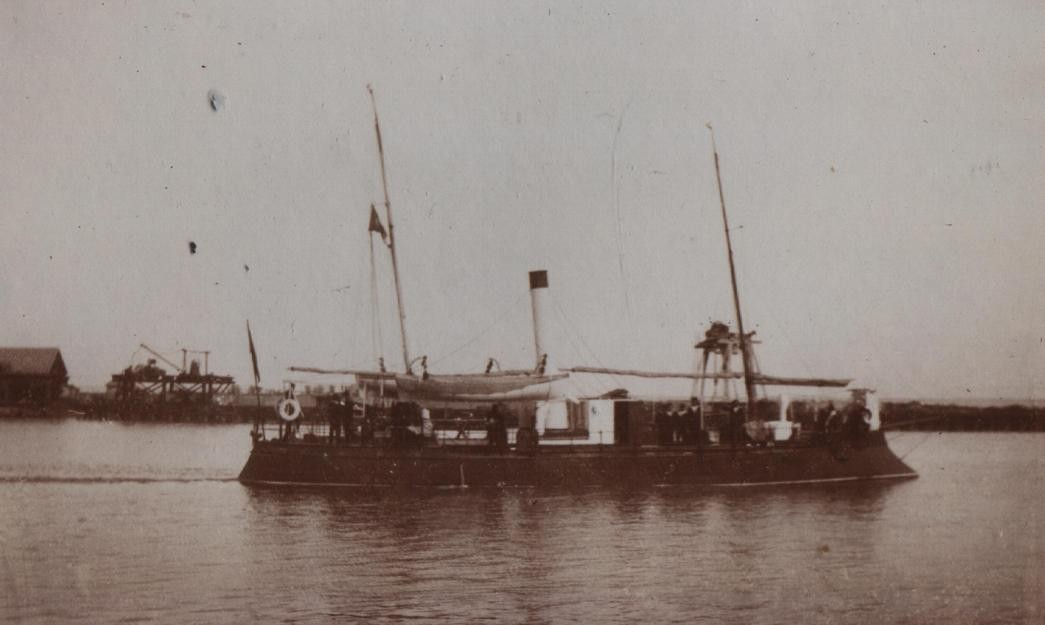
Canoniera Fulgerul, fotografie de epocă

Canoniera "Fulgerul" a fost una dintre primele nave de luptă ale marinei militare române, construită în 1873 în Franța. A rămas în istorie ca prima navă militară care a purtat drapelul românesc în Marea Mediterană și în Marea Neagră . 

## Caracteristici tehnice
Nava avea un deplasament de 90 de tone și următoarele dimensiuni:
- lungime 25 m
- lățime 4,80 m
- pescaj 1,30 m

Avea două catarge, bompres, probabil și pânze. Echipajul număra 35 de oameni. 
Sistemul de propulsare: 
Nava avea două mașini cu aburi de câte 100 de cai putere, care învârteau două elici și deplasau nava cu o viteză de 7 noduri. Aburul necesar era asigurat de două căldări cilindrice, cu întoarcerea gazelor de ardere.
Armament:
Inițial consta dintr-un tun Krupp de 90 mm protejat de o turelă cuirasată. Acesta a fost înlocuit ulterior de două tunuri de 57 mm cu tragere rapidă și două mitraliere de 11,43 mm.

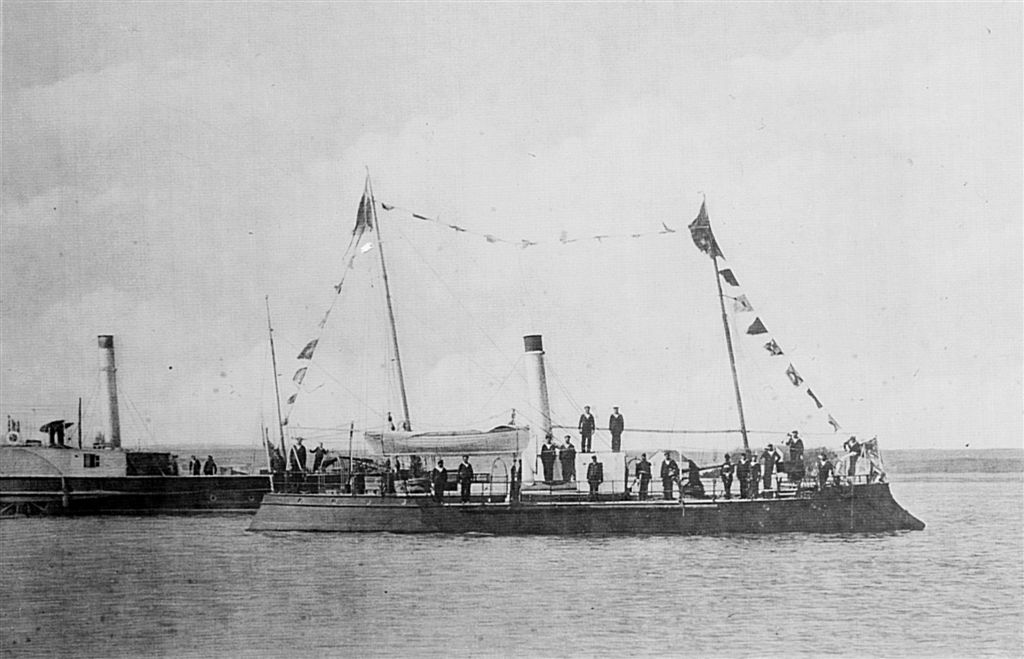
Canoniera Fulgerul la paradă, fotografie mai târzie decât cea de mai sus. Se observă lipsa bompresului și cele două tunuri (unul în spatele primului catarg și celălalt în spatele bărcilor de salvare). În fundal (stânga) se vede o parte din canoniera cu zbaturi România

## Istoric
În anul 1873, Ministerului de Război i s-a alocat suma de 130.000 de lei pentru cumpărarea unei noi nave de luptă. Acesta a fost comandată șantierului naval "Forges et chantiers de la Méditerranée", situat la Seyne-sur-Mer, lângă Toulon, în Franța.
Nava a arborat drapelul tricolor românesc pentru prima dată în luna octombrie a anului 1873, fiind acostată în portul Toulon. Sarcina de a o aduce pe teritoriul românesc a fost primită de căpitanul Ioan Murgescu, împreună cu locotenentul Mihail Drăghicescu. Aceștia erau secondați de căpitanul Legier d'Arles și un grup de marinari francezi. 
Canoniera a pornit la drum neînarmată, călătoria durând din octombrie 1873 până în aprilie 1874. Tunul a fost trimis separat pe Dunăre. Acesta urma a fi montat abia după ajungerea în țară, pentru a evita complicațiile la trecerea navei prin strâmtorile turcești, puterea suzerană a Principatelor Unite în acele timpuri. Deși primise inițial autorizația de trecere prin strâmtori din partea autorităților turcești, din cauza veștilor apărute despre noua navă militară, aceasta a fost reținută la Ceanak-Calessi timp de cinci zile, timp în care a fost inspectată. Fiind neînarmată, guvernatorul turc de la Dardanele a considerat că este numai un "caik" și i-a dat drumul să plece mai departe. Nava a făcut escala la Constanța (care pe vremea aceea era încă port turcesc) între 8 și 13 aprilie 1874, ajungând la destinație, în portul românesc Galați, la 14 aprilie 1874. 
Pe 19 aprilie 1874 canoniera a fost numită "Fulgerul" prin înalt decret al domnitorului Carol I, iar locotenentul Mihail Drăghicescu a fost numit comandantul acesteia. Botezul navei a avut loc la 15 iunie 1874, în prezența domnitorului, a primului ministru și a altor oficialități. La scurt timp după sosirea în țară a fost montat la Galați și tunul Krupp, sosit în țară pe calea ferată. Acesta trebuia inițial să fie protejat de o turelă, dar o comisie ar fi găsit că aceasta nu era suficient de rezistentă, astfel încât s-a instalat tunul în barbetă (descoperit). Se spune că decizia ar fi fost luată după ce un glonț tras în timpul unui exercițiu ar fi străpuns turela prea slabă.. Cert este că toate fotografiile cunoscute prezintă canoniera "Fulgerul" fără turelă, cu tunuri descoperite. 
Canoniera a fost integrată unei divizii care mai cuprindea navele „România” și „Ștefan cel Mare”. Primele utilizări ale acestei nave au fost pentru instruirea echipajelor românești, iar cel dintâi marș de instrucție pe Dunărea de Jos și pe Marea Neagră s-a făcut împreună cu întreaga divizie, între 11 și 27 octombrie 1875. Au fost vizitate porturile Sulina, Tulcea, Constanța și Insula Șerpilor. Este de notat ca în toate aceste escale mica escadră română a făcut schimburi de vizite protocolare cu autoritățile turcești (de exemplu cu caimacamul de Sulina sau guvernatorul de Tulcea), afirmându-se în felul acesta ca forță navală a unui stat independent, deși la momentul respectiv Principatele Unite se aflau încă sub suzeranitate otomană.
Prima (și singura) utilizare efectivă în război "Fulgerului" s-a petrecut în timpul Războiului de Independență (războiul ruso-turc din 1877). Atunci nava a fost încadrată în flota rusească, conform protocolului de colaborare cu armata română, primind numele de "Marele duce Nicolae" (Velikiy Knyaz Nikolay). "Fulgerul" s-a numărat printre primele nave intrate în luptă, împreună cu "România" , "Ștefan cel Mare" și "Rândunica". Cu excepția personalului de la mașini și a maiorului Ion Murgescu, fostul comandant al Flotilei, echipajele românești au fost debarcate și înlocuite cu ofițeri și marinari ruși. Flotila a efectuat misiuni de patrulare, bombardament și sprijin în operațiunea de forțare a Dunării de către trupele armatei ruse . 
După încetarea ostilităților armate, canoniera a fost înapoiată autorităților române și la 15 noiembrie 1878 a făcut parte din gruparea de nave care au trecut peste Dunăre în Dobrogea primele unități ale armatei române, care urmau să instaureze autoritatea româneasca în acest teritoriu.
În anii următori, canoniera a fost din nou utilizată drept navă școală, pentru instrucția echipajelor, așa cum s-a întâmplat în anul 1882. În anul următor a sosit bricul „Mircea” care a preluat aceasta sarcină.
După anul 1886, considerată învechită și fără valoare militară deosebită, micii nave au început să-i fie alocate sarcini mai modeste. Din 1890 a îndeplinit un timp funcția de staționar la Chilia Veche, apoi a intrat în compunerea Diviziei de Dunăre și a efectuat un voiaj de instrucție între Galați și Turnu Severin.
În preajma primului război mondial, fiind considerată depășită, canoniera este transformată în tanc pentru combustibil. În aceasta stare este mai târziu preluată de șantierul naval din Galați, care a păstrat-o ca atare pana în anul 1968, când a cedat-o organizației UTC a șantierului, iar tinerii uteciști, ignoranți în privința valorii istorice a canonierei, au dus-o la fiare vechi. În acest mod trist s-a sfârșit existența uneia dintre primele nave de război a României. 
Astăzi se mai păstrează numai fotografii de epocă și un model contemporan al canonierei la Muzeul Marinei Române din Constanța. Modelul este singura sursă care prezintă canoniera cu turelă, dar fidelitatea acestuia nu este clarificată.